# STEREO 3
『STEREO 3』（ステレオスリー）は、山崎まさよし通算3枚目のプライベートアルバム。2021年11月13日発売。制作はEMI Records、発売・販売元はユニバーサルミュージック合同会社。CDのみの「通常盤」のほか、山崎のプラモデルが付属した「完全生産限定盤」、プラモデルとミニチュアCDキーホルダーが付属した「オフィシャルファンクラブ「BOOGIE HOUSE」限定コンプリートセット」の三種で発売。

## 解説
- 1996年発売の「STEREO」、1997年発売の「STEREO 2」以来、24年ぶりとなる"プライベートアルバム"シリーズの第三弾。
- "プライベートアルバム"とは作詞・作曲・編曲・演奏・ヴォーカルをすべて山崎本人が行った、プライベート色の強いアルバムを指すシリーズ。アルバムタイトルに「STEREO」と付いていない「SHEEP」や「アトリエ」も同じ流れを汲む作品だったため、「以前出した『SHEEP』（1999年発表）が、そういう意味では『STEREO 3』だったんですが」とインタビューで答えている。[1]本作では収録曲の内「サイドストーリー」ではギターに石成正人、「温かい手」ではストリングスに4重奏を迎えており、全ての楽曲を一人でレコーディングしているわけではない。
- 収録曲のうち、「Flame Sign」「Updraft」は2020年発売のEP「ONE DAY」に収録されていた。その他の曲は全て今作の為に書き下ろされた。
- 「Prelude」は1分21秒と短い曲だが、今作では未完のまま収録されており、将来フルレングスで曲を完成させる予定である。
- 「Hello ヘヴン」は2009年に逝去した忌野清志郎へ宛てた曲。曲中では忌野清志郎本人のライブでのMC音声を使用したパートがある。山崎が所属するオフィスオーガスタの代表である森川欣信が、かつてRCサクセションのディレクターを務めていたことをきっかけに、本人の声の使用が実現した。[2]
- 「斉藤さん」の斉藤とは、斉藤和義のことである。「DIY」をテーマにした曲であり、斉藤和義もDIY好きという共通点から本人に無断で仮タイトルを「斉藤さん」としていたが、そのまま正式なタイトルとなった。[2][3]
- 「泣き顔100％」では山崎の娘のコーラスが使われている。[2]
- フィジカル盤にのみボーナストラックとして、2021年の山崎のツアーにさかいゆうがゲストで登場した際のライブ音源「コイン feat. さかいゆう ("ONE KNIGHT STAND TOUR 2021"@高知市文化プラザかるぽーと 2021.07.18)」が収録されている。

## 収録曲
| 全作詞・作曲: 山崎将義。 |                                                                                                 |          |            |      |
| #                        | タイトル                                                                                        | 作詞     | 作曲・編曲 | 時間 |
| 1.                       | 「Prelude」                                                                                     | 山崎将義 | 山崎将義   | 1:21 |
| 2.                       | 「Hello ヘヴン」                                                                                | 山崎将義 | 山崎将義   | 4:31 |
| 3.                       | 「Flame Sign」(EP「ONE DAY」収録曲。)                                                           | 山崎将義 | 山崎将義   | 4:22 |
| 4.                       | 「霧雨」                                                                                        | 山崎将義 | 山崎将義   | 4:32 |
| 5.                       | 「虹のつづき」(日本ペイント テーマソング)                                                       | 山崎将義 | 山崎将義   | 3:46 |
| 6.                       | 「サイドストーリー」(ENEOS EneKey 2周年キャンペーンソング)                                      | 山崎将義 | 山崎将義   | 4:22 |
| 7.                       | 「斉藤さん」                                                                                    | 山崎将義 | 山崎将義   | 5:25 |
| 8.                       | 「泣き顔100％」                                                                                 | 山崎将義 | 山崎将義   | 3:38 |
| 9.                       | 「温かい手」(中外製薬 がん患者さん・医療関係者 応援ソング)                                      | 山崎将義 | 山崎将義   | 4:09 |
| 10.                      | 「Updraft」(EP「ONE DAY」収録曲。)                                                              | 山崎将義 | 山崎将義   | 4:04 |
| 11.                      | 「コイン feat. さかいゆう」("ONE KNIGHT STAND TOUR 2021"@高知市文化プラザかるぽーと 2021.07.18) | 山崎将義 | 山崎将義   | 4:07 |
| 合計時間:                | 合計時間:                                                                                       | 44:17    |            |      |